# Pollstar
Pollstar é uma revista norte-americana de entretenimento sediada em Fresno, Califórnia. Especializada na indústria de concertos, ela obtém informações sobre seus principais agentes, gerentes e promotores de eventos, bem como a elaboração de gráficos referentes ao público e a arrecadação em cada um dos espetáculos realizados. Fundada em 1981, ela foi posteriormente adquirida pela companhia Oak View Group em 2018 e atualmente tem vínculos com a Associated Press.